# Uranophora euchloa
Uranophora euchloa is een beervlinder uit de familie van de spinneruilen (Erebidae). De wetenschappelijke naam van de soort is voor het eerst geldig gepubliceerd in 1905 door George Francis Hampson.